# Gönz
Gönz ist ein Gemeindeteil des Marktes Weilbach im unterfränkischen Landkreis Miltenberg in Bayern.

## Geographie
Das Dorf liegt sieben Kilometer westlich von Weilbach im bayerischen Teil des Odenwalds.

## Geschichte
Eine erste urkundliche Erwähnung erfuhr das Dorf am 28. November 1266, als Ulrich III. von Dürn, der als Schutzvogt auf der Wildenburg residierte, einige Fässer Wein unter anderem aus Gönz dem Kloster in Amorbach zukommen ließ. 1272 schenkte der Ritter Dither Rüde von Amorbach alle seine Besitzungen in Godence (wie Gönz in der Urkunde genannt wird) dem Kloster Himmelthal.
Laut Aufzeichnungen des Stadtarchivs Amorbach bestand 1668 eine aktive Getreidemühle am Gönzbach, die erst 1952 ihren Dienst einstellte und abgerissen wurde.
Gönz war ein Gemeindeteil von Weckbach, das am 1. Juli 1977 in den Markt Weilbach eingegliedert wurde.
Im Juni 2009 hatte Gönz rund 47 Einwohner.

## Sehenswertes
Sehenswert ist die 1787 erbaute Kapelle sowie eine 1990 errichtete Bronzestatue des St. Vitus, des Schutzpatrons der Kapelle. Die Kapelle enthält einen auf sechs kleinen Säulen ruhenden Barockaltar aus Holz aus dem 18. Jahrhundert und zahlreiche geschnitzte Figuren, die einem Gemälde Mathias Grünewalds nachempfunden wurden.